# IC 1410
IC 1410 — галактика типу E (еліптична галактика) у сузір'ї Водолій.
Цей об'єкт міститься в оригінальній редакції індексного каталогу.